# 시각로
신경해부학에서 시각로(optic tract. 라틴어 tractus opticus에서 유래) 또는 시삭(視索)은 뇌의 시각 시스템의 일부이다. 이는 시신경교차의 정보를 같은쪽 외측 슬상핵(LGN), 덮개앞핵(pretectal nucleus) 및 위둔덕으로 전달하는 시각 신경(optic nerve)의 연속이다.
이는 두 개의 개별 영역인 왼쪽 시신경로와 오른쪽 시신경로로 구성되며, 각각은 시각 영역(visual field)의 반대편 절반에만 시각 정보를 전달한다. 이러한 각 경로는 시야의 절반에 해당하는 각 눈의 측두 및 비강 망막 섬유의 조합에서 파생된다. 보다 구체적으로 말하면, 시신경로는 같은쪽 측두 반망막(temporal hemiretina)과 반대쪽 코 반망막(nasal hemiretina)의 섬유를 포함한다.

## 시각계
시각로는 전체 시야와 관련된 망막 정보를 전달한다. 구체적으로, 왼쪽 시각로는 오른쪽 시야에 해당하고, 오른쪽 시각로는 왼쪽 시야에 해당한다. 오른쪽 시야를 형성하기 위해, 왼쪽 눈의 측두 망막 섬유(temporal retinal fiber)와 오른쪽 눈의 코 망막 섬유(nasal retinal fiber)가 왼쪽 시각로를 형성한다. 왼쪽 시야를 형성하기 위해, 오른쪽 눈의 측두망막섬유와 왼쪽 눈의 코망막섬유가 오른쪽 시각로를 형성한다.
| 시각로 | 시각 영역 | 측두 망막 섬유 | 코 망막 섬유 |
| 왼쪽   | 오른쪽    | 왼쪽           | 오른쪽       |
| 오른쪽 | 왼쪽      | 오른쪽         | 왼쪽         |

## 같이 보기
- 시각신경(optic nerve, CN II, 시신경)
- 눈신경 (ophthalmic nerve, CN V1, 안신경)
- 이중층 세포(bistratified cell)
- 시각 영역(visual field)
- 시각로부챗살 (optic radiation, 시각부챗살, 시방사, 시방선, 시방사부위)